# Välsignelse över vattnet
Välsignelse över vattnet är en färgstark ortodox kristen ritual som äger rum varje år på trettondagen den 6 januari och är en symbol för dopet.
Ritualen heter på albanska ujët e bekuar och på latin benedictio aquae cum ligno crucis. Ritualen går till på följande vis: prästen kastar ned ett kors i sjön eller havet. Det är vanligtvis unga män som är närvarande vid ceremonin som dyker ned i det kalla vattnet för att hitta korset. Sedan används det våta korset för att bestänka troende med det heliga vattnet som välsignelse.
I Albanien förekommer ritualen i städerna Berat, Korça och Durrës. Ritualen introducerades i Grekland under medeltiden av albanska immigranter eftersom den förekom för första gången på öarna som var mest befolkade av albaner.